# Киоск Траяна

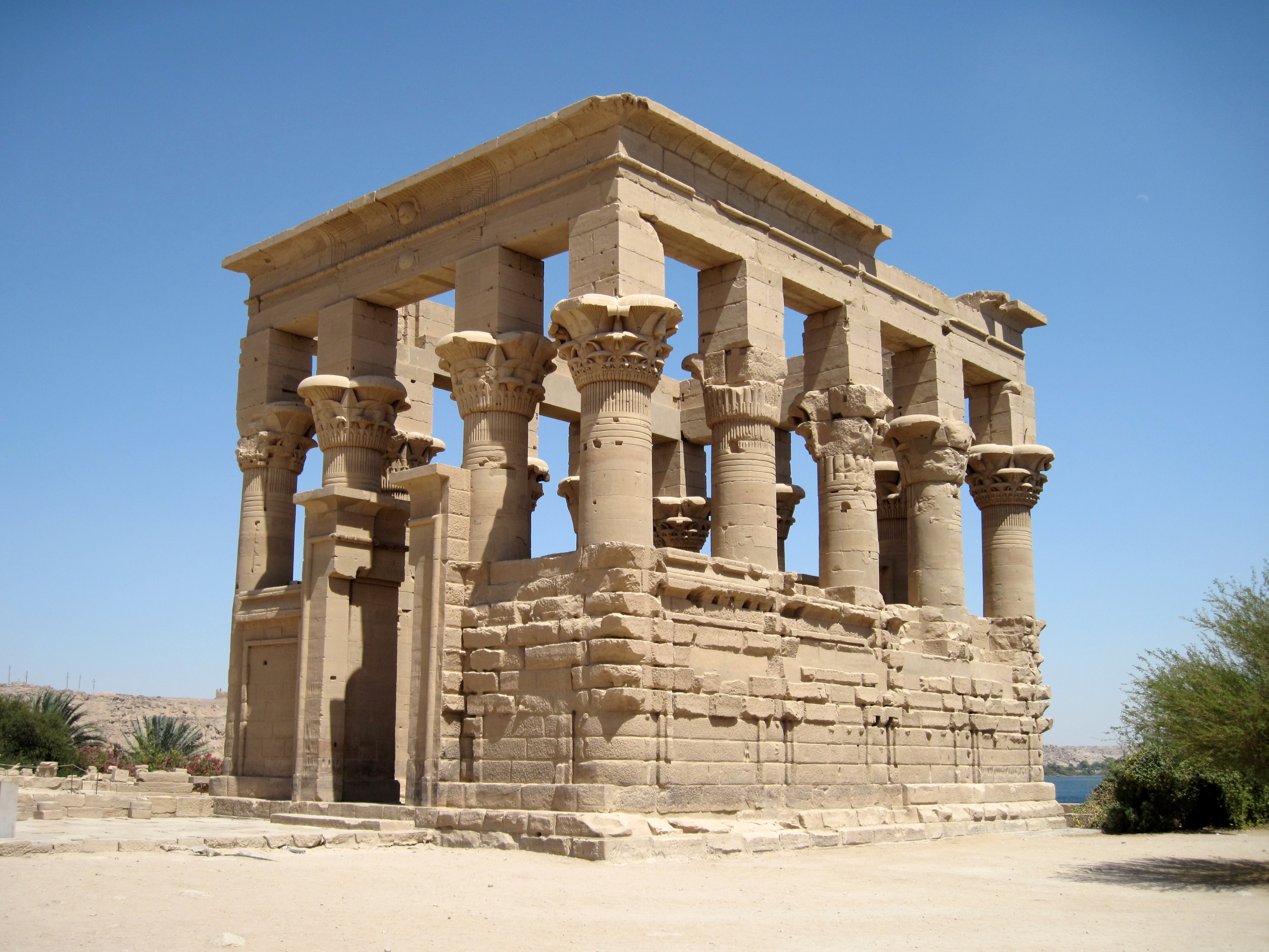
Киоск Траяна на острове Агилика

Киоск Траяна, также известный как ложе фараона (араб. سرير فرعون‎) у местных жителей — это гипефральный храм, который в настоящее время находится на острове Агилкия в южном Египте. Незавершенный памятник приписывают Траяну, римскому императору с 98 по 117 год нашей эры, из-за его изображения фараона на некоторых внутренних рельефах. Однако большая часть строения относится к более раннему времени, возможно, во времена правления Августа. Изначально храм был построен на острове Филе, недалеко от нижней части текущей Асуанской плотины, и служил главным входом в храмовый комплекс острова Филе со стороны реки Нил. Он был перенесён на остров Агилика в 1972-79 годах ЮНЕСКО, чтобы спасти его и другие объекты острова от поднимающихся вод Нила, последовавших за строительством новой Асуанской плотины (первая плотина была построена на Ниле к 1902 году и тоже приводила к подтоплению Филе).
Киоск 15 на 20 метров и 15,85 метров высотой; его функция, вероятно, заключалась в том, чтобы «укрывать кору Исиды на восточном берегу» острова Филэ. Каждая из колонн размером четыре на пять несут «разные, богато структурированные композитные капители, увенчанные опорами высотой 2,10 метра» и изначально предназначались для того, чтобы превратить их в опоры Беса, аналогичные домам, родившимся в Филах, Арманте и Дендере, однако украшение так и не было завершено.
Сегодня это сооружение не имеет крыши, но наличие разъёмов внутри архитравов позволяет предположить, что его крыша, сделанная из дерева, действительно была построена в древние времена. Три 12,5-метровые, предположительно треугольные фермы, «которые были вставлены в выступ позади каменной архитектуры, несли слегка сводчатую крышу». Все четырнадцать колонн соединены перегородкой со входами на восточном и западном фасадах. Это здание представляет собой пример необычного для египетского храма сочетания дерева и камня в одном архитектурном сооружении. Атрибуция императора Траяна основана на резьбе внутри конструкции киоска, изображающей императора, сжигающего благовония перед Осирисом и Исидой.

## Галерея

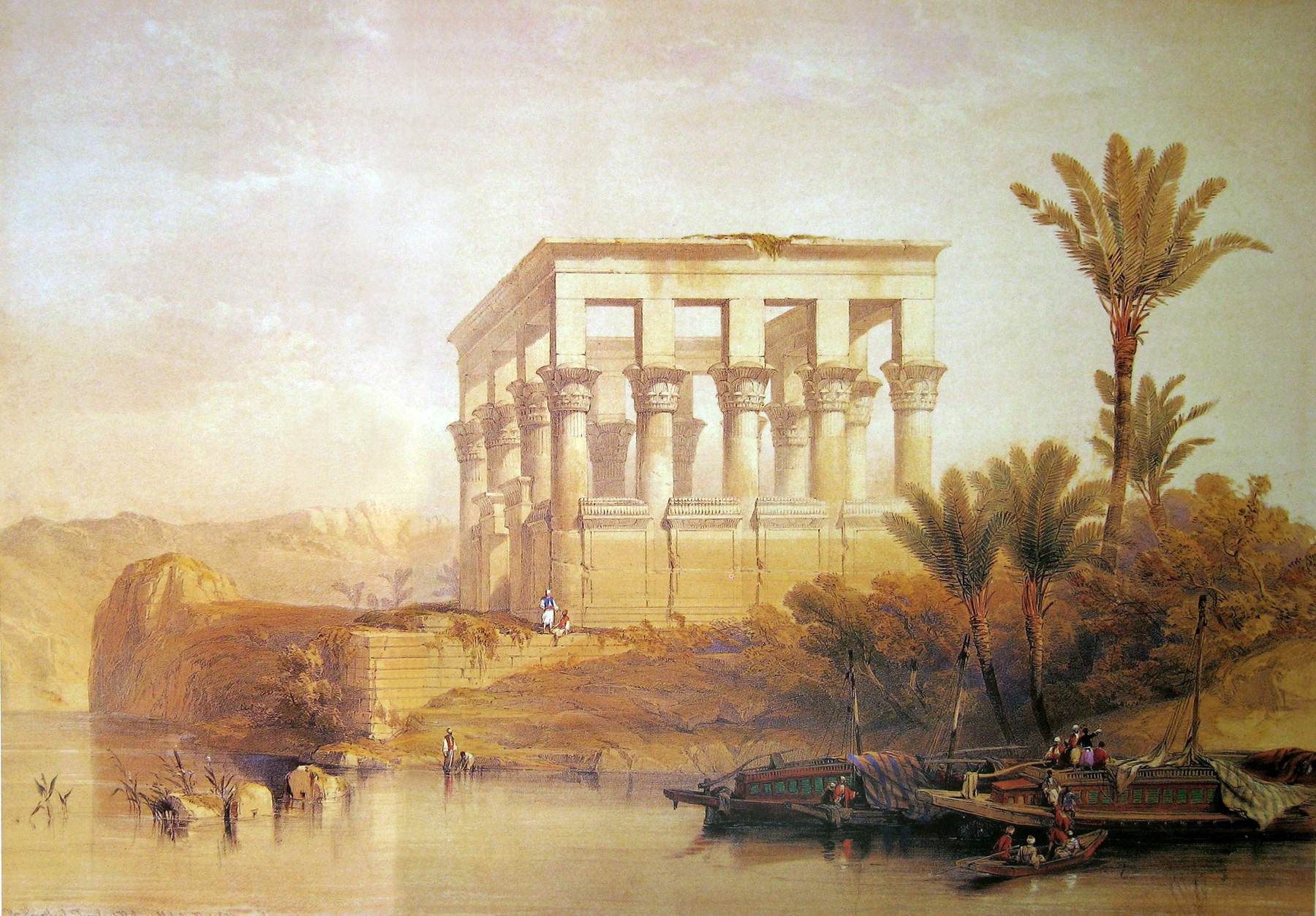
Гипефральный храм на острове Филе работы Дэвида Робертса, 1838 г., в Святой Земле, Сирии, Идумее, Аравии, Египте и Нубии.
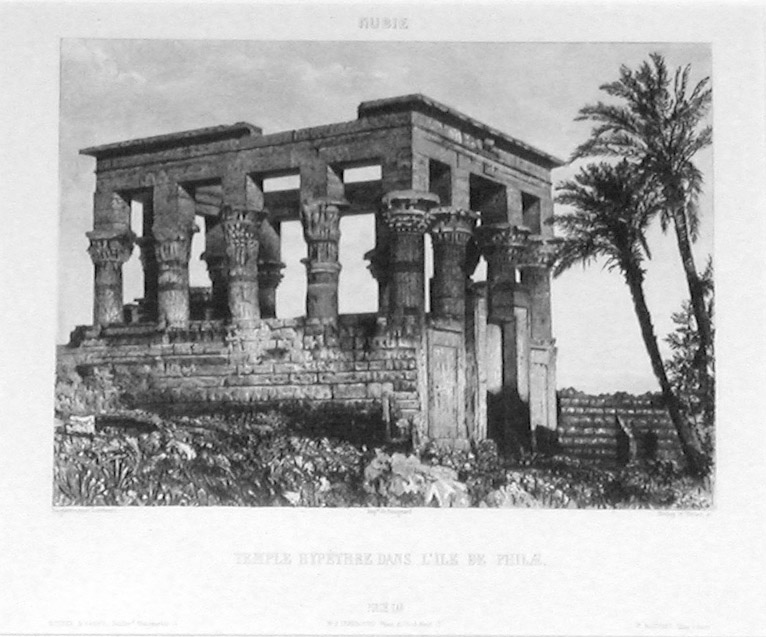
Киоск в декабре 1839 года, Пьер-Гюстав Жоли де Лотбиньер
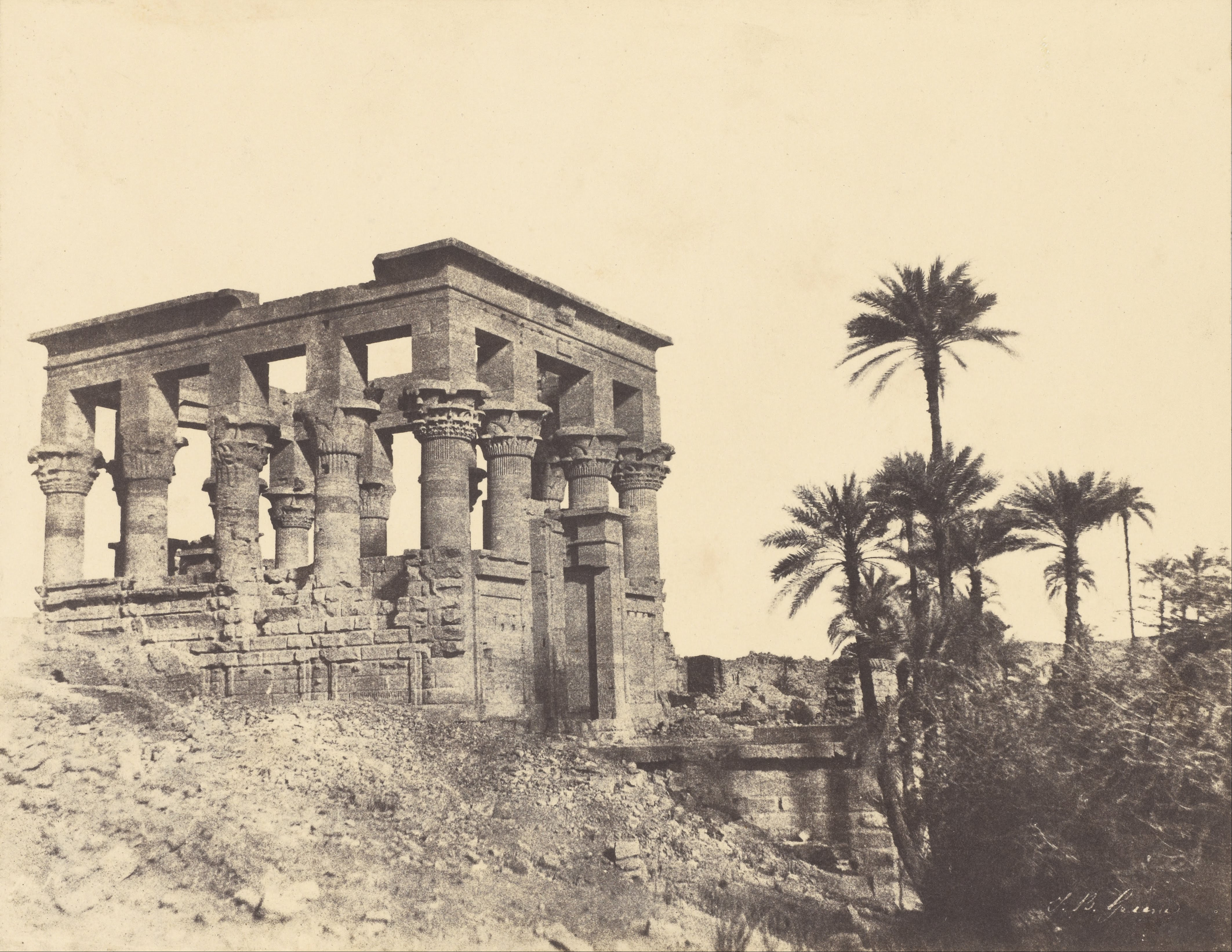
Киоск в 1854 году, фото Джона Бизли Грина
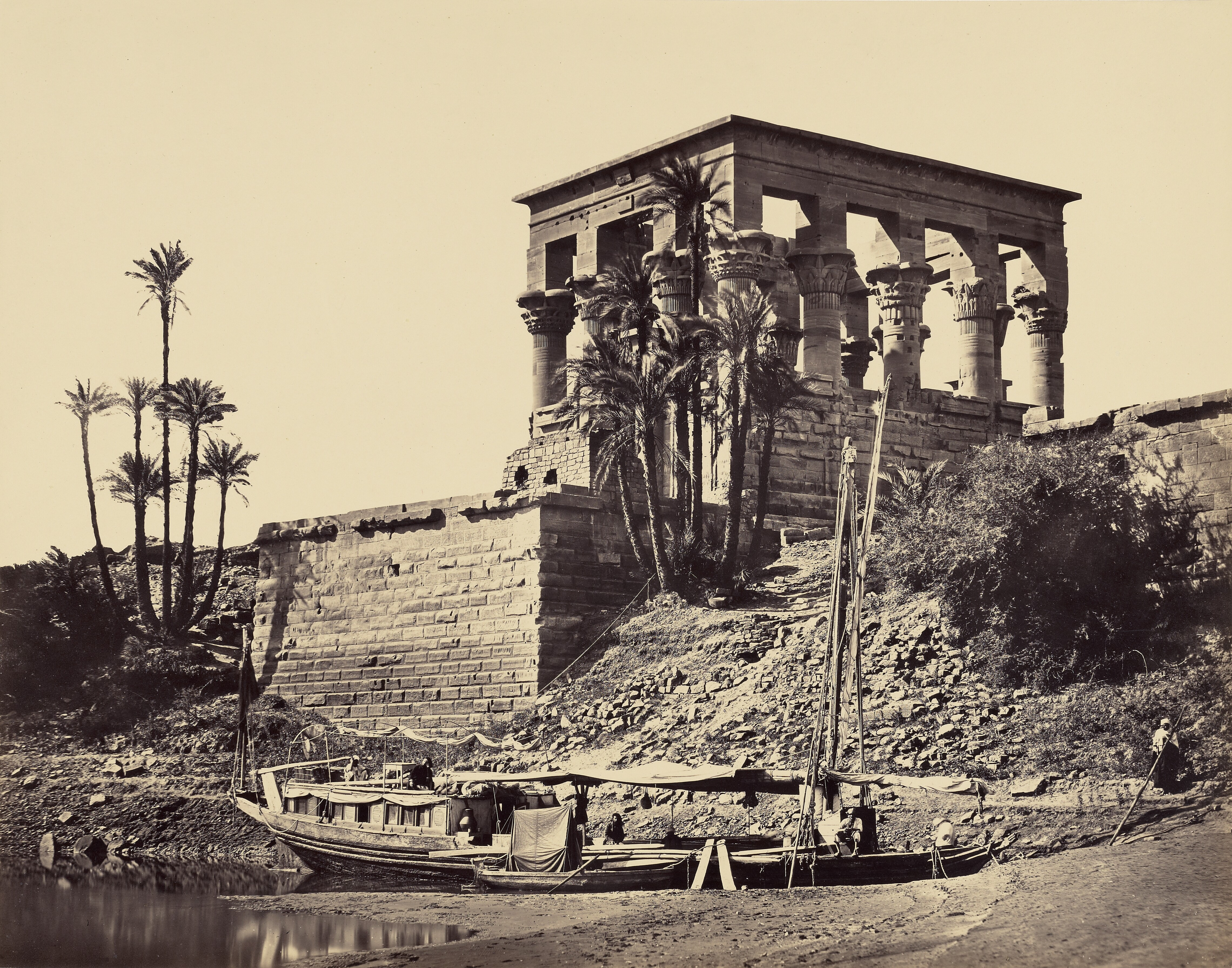
Гипефральный храм, Филы, Фрэнсиса Фрита, 1857
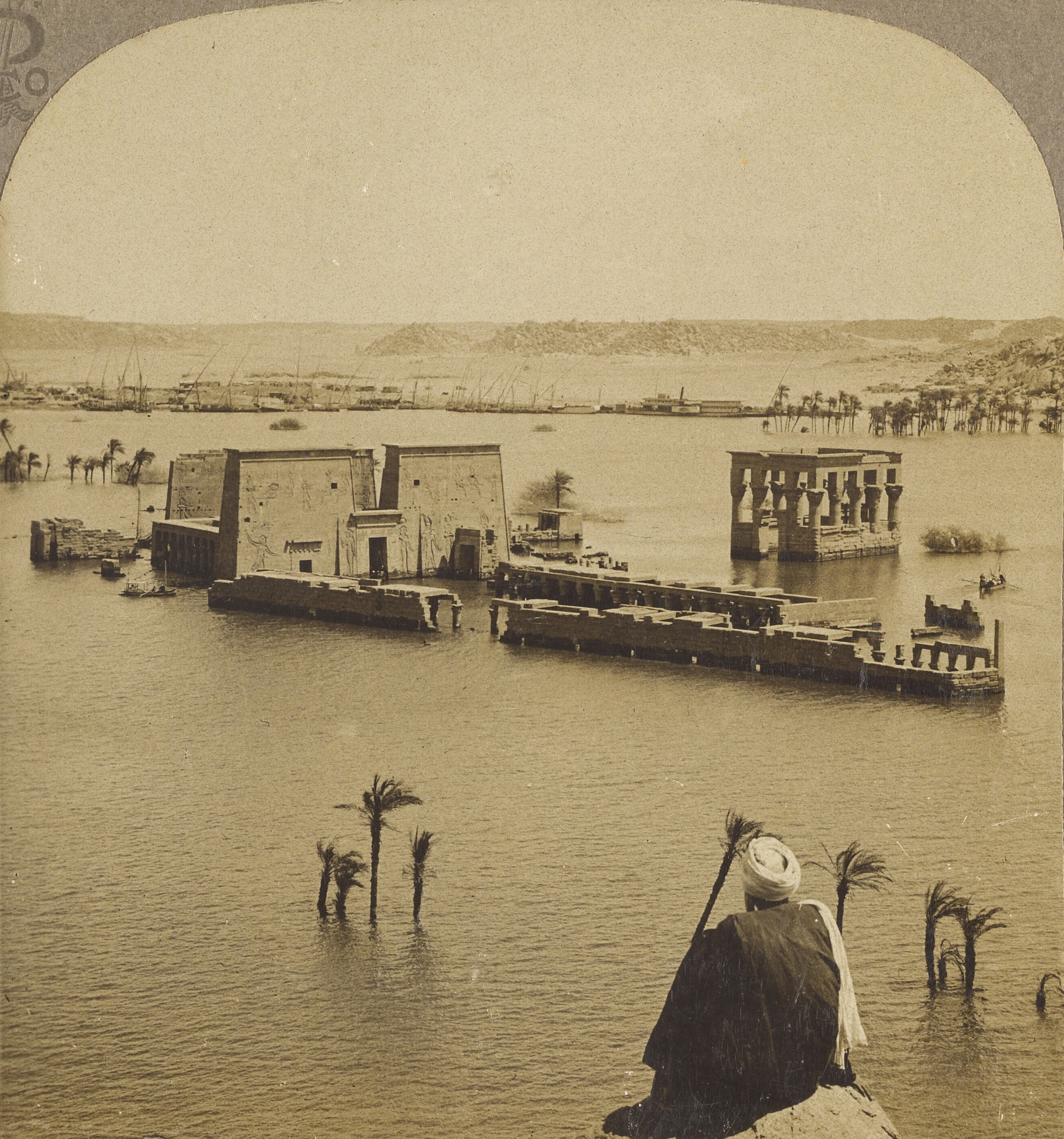
Филы, подтопленный плотиной. 1904